# Ojo de Agua, Texistepec
Ojo de Agua är en ort i Mexiko.   Den ligger i kommunen Texistepec och delstaten Veracruz, i den sydöstra delen av landet, 500 km öster om huvudstaden Mexico City. Ojo de Agua ligger 15 meter över havet och antalet invånare är 327.
Terrängen runt Ojo de Agua är platt. Runt Ojo de Agua är det ganska glesbefolkat, med 30 invånare per kvadratkilometer. Närmaste större samhälle är Oluta, 19,9 km nordväst om Ojo de Agua. Trakten runt Ojo de Agua består till största delen av jordbruksmark.